# Cavalieri del Mare Beach Soccer
Cavalieri del Mare Viareggio est un club de beach soccer basé à Viareggio, en Toscane. Fondé en 1999, il est dissous en 2009, après avoir notamment remporté trois titres de champion d'Italie.

## Histoire
En 1999, les Toscans prennent part sous le nom de Peschereccio (pêcheurs) au premier championnat d'Italie de beach soccer, alors non officiel et remportent le titre de champion.
Les Cavalieri del Mare voient officiellement le jour en 2004 d'une idée de Gianni et Federico Fruzzetti et participent la même année au premier championnat organisé par la ligue nationale amateur de football italien. Ils gagnent les deux premiers championnats officiels en 2004 et 2005 ainsi que la Supercoupe d'Italie de beach soccer lors de la deuxième année. Pour ses deux saisons, le club déménage à Forte dei Marmi. En 2006, les Cavalieri del Mare retournent à Viareggio et  terminent quatrième.
Le club remporte une nouvelle Supercoupe en 2008 en battant 4-3 le Milano Beach Soccer et terminent à la cinquième place du championnat.
En 2009, après une défaite en finale de la coupe contre encore le Milano Beach Soccer, l'équipe atteint les demi-finales du championnat. En demi-finale, le club affronte encore Milan pour une défaite 5-2 à Milan. Les joueurs n'arrivent ensuite pas à atteindre la troisième place en perdant 6-5 contre Terracina. C'est le dernier championnat joué par les Cavalieri del Mare.
En 2012, une équipe est recomposée pour participer au Super 8 beach soccer tournament.

## Palmarès
- Championnat d'Italie de beach soccer : Champion en 1999, 2004 et 2005
- Supercoupe d'Italie de beach soccer : Vainqueur en 2005 et 2008

## Effectif
Équipe du Super 8 beach soccer tournament en 2012.
- Danilo Pagani
- Matteo Costa
- Andrea Bertaccini
- Michele Esposito
- Rafael Lima
- Mbaye seck
- Carlo Capo
- Marco Amorese
- Matteo Fiorentino
- Gianmarco Genovali
- Giuseppe Gaglio
- Andrea Della Casa Marchi
- Mattia Pagani
- Alessandro Conti

## Joueurs notables
- Alan Cavalcanti (2002-2009)
- Belchior (2007-2009)
- Madjer (2002-2007 puis 2009)
- Hernâni Neves
- Pasquale Carotenuto (2009)